# Привокзальне (Шосткинський район)
Привокзальне — селище в Україні, у Ямпільській селищній громаді Шосткинського району Сумської області. Населення становить 348 осіб. До 2020 орган місцевого самоврядування — Ямпільська селищна рада.

## Географія
Селище Привокзальне розміщене на відстані 1,5 км від села Імшана, за 2 км — село Усок, за 3 км — смт Ямпіль. Через селище проходить залізниця, станція Янпіль.

## Історія
12 червня 2020 року, відповідно до розпорядження Кабінету Міністрів України № 723-р «Про визначення адміністративних центрів та затвердження територій територіальних громад Сумської області», селище увійшло до складу Ямпільської селищної громади.
19 липня 2020 року, в результаті адміністративно-територіальної реформи та ліквідації Ямпільського району, селище увійшло до складу новоутвореного Шосткинського району.

## Населення

### Мова
Розподіл населення за рідною мовою за даними перепису 2001 року:
| Мова       | Кількість | Відсоток |
| ---------- | --------- | -------- |
| українська | 621       | 97.8 %   |
| російська  | 14        | 2.2 %    |
| Усього     | 635       | 100 %    |

## Персоналії
- Мурастий Дмитро Сергійович (1995—2023) — сержант Збройних сил України, учасник російсько-української війни
- 04 жовтня 1960 року у Привокзальному народився письменник, сценарист Олександр Папченко. Він жив у цьому селищі до 1967 року.